# Plunketts Creek (afluente do Loyalsock Creek)
O Plunketts Creek é um afluente do Loyalsock Creek, localizado nos condados de Lycoming e Sullivan, na Pensilvânia. O córrego passa por duas vilas não incorporadas e um vilarejo, e sua bacia hidrográfica abrange 61 km² (23,6 milhas quadradas) em áreas de cinco municípios. O Plunketts Creek faz parte da bacia de drenagem da Baía de Chesapeake, através do Loyalsock Creek e dos rios West Branch Susquehanna e Susquehanna.

## Nome
Plunketts Creek foi nomeado em homenagem ao Coronel William Plunkett, um médico e o primeiro juiz presidente do Condado de Northumberland após sua criação em 1772. Durante os conflitos com os nativos americanos, Plunkett prestou cuidados médicos aos colonos feridos e participou de batalhas contra os nativos. Ele também liderou uma expedição na Guerra Pennamite-Yankee, em que removeu colonos de Connecticut que se haviam estabelecido em terras disputadas pela Pensilvânia. Em reconhecimento aos seus serviços, Plunkett recebeu seis lotes de terra, totalizando 1.978 acres (cerca de 0,8 km²) em 14 de novembro de 1776, embora a terra só tenha sido oficialmente pesquisada em setembro de 1783. A foz do riacho estava entre as terras que ele recebeu, o que originou o nome do Plunketts Creek.

## Curso
A fonte do Plunketts Creek está localizada a 1.440 pés (439 m) acima do nível do mar, ao noroeste da vila não incorporada de Hillsgrove, no sul da Floresta Estadual de Loyalsock, em Hillsgrove Township, no Condado de Sullivan. A origem é um lago ao norte da Pennsylvania Route 4010, que conecta as vilas de Proctor e Hillsgrove. O riacho cruza essa estrada duas vezes e recebe dois tributários sem nome na margem direita enquanto segue em direção ao sudoeste, fluindo por cerca de 2,4 km até a divisa com o Condado de Lycoming.

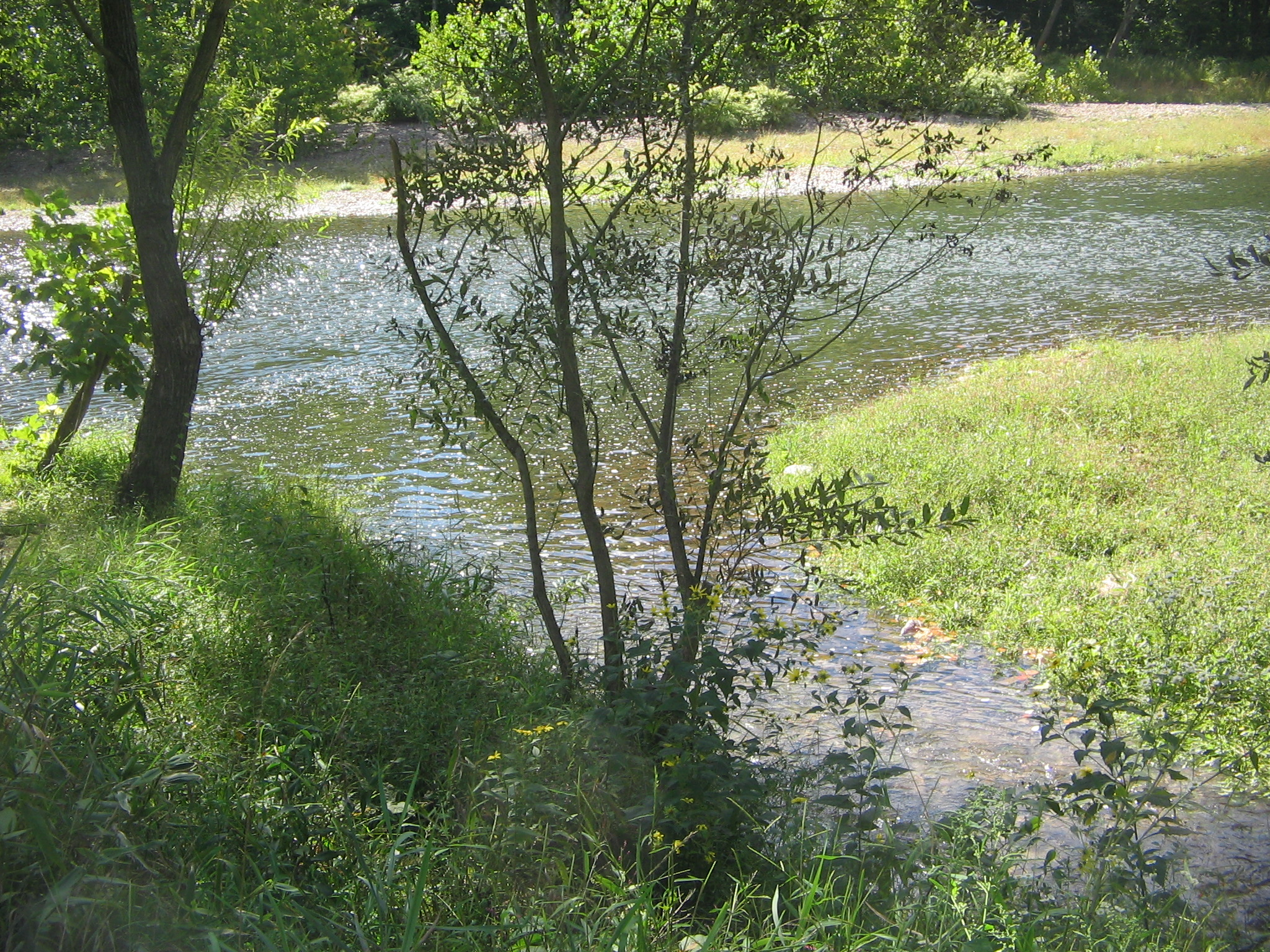
A confluência do Plunketts Creek com o muito maior Loyalsock Creek na vila de Barbours.

O Plunketts Creek segue em direção ao sudoeste, entrando no Plunketts Creek Township, e recebe o Reibsan Run na margem esquerda, a cerca de 7,56 km da foz. Em seguida, recebe o Mock Creek no vilarejo de Hoppestown, a 6,82 km da foz, e depois o Wolf Run, a 4,38 km da foz, ambos na margem direita. Na vila de Proctor, o riacho recebe o King Run, a 2,67 km da foz, e depois segue para o sul em direção ao Loyalsock Creek. Ele atravessa a Fazenda de Caça Northcentral da Comissão de Caça da Pensilvânia, recebendo o tributário sem nome em Coal Mine Hollow na margem direita e o Dry Run na margem esquerda, a 1,32 km e 0,27 km da foz, respectivamente. Por fim, o riacho desagua no Loyalsock Creek, na vila de Barbours, a 221 metros acima do nível do mar.

## Geologia
Plunketts Creek fica na extremidade sul do planalto dissecado de Allegheny, perto da Frente de Allegheny. O leito rochoso subjacente é arenito e xisto, principalmente do subperíodo Mississipiano, com rochas do período Devoniano no norte da bacia hidrográfica. A borda norte da bacia de drenagem do Plunketts Creek é delimitada pelas colinas Burnetts Ridge e Popple Ridge. O riacho flui ao longo do lado norte de Camp Mountain e, ao virar para o sul em Proctor, cria uma lacuna entre ele e Cove Mountain, a oeste.
A bacia hidrográfica não possui campos de petróleo ou gás natural convencional. Uma grande fonte potencial de gás natural é o xisto de Marcellus, localizado a 1,5 a 2,0 milhas (2,4 a 3,2 km) abaixo da superfície, estendendo-se de Nova York até Ohio e Virgínia Ocidental. Estima-se que o xisto contenha entre 168 e 516 trilhões de pés cúbicos (4,76 a 14,6 trilhões de m³) de gás natural, com pelo menos 10% considerado recuperável.

## Bacia hidrográfica

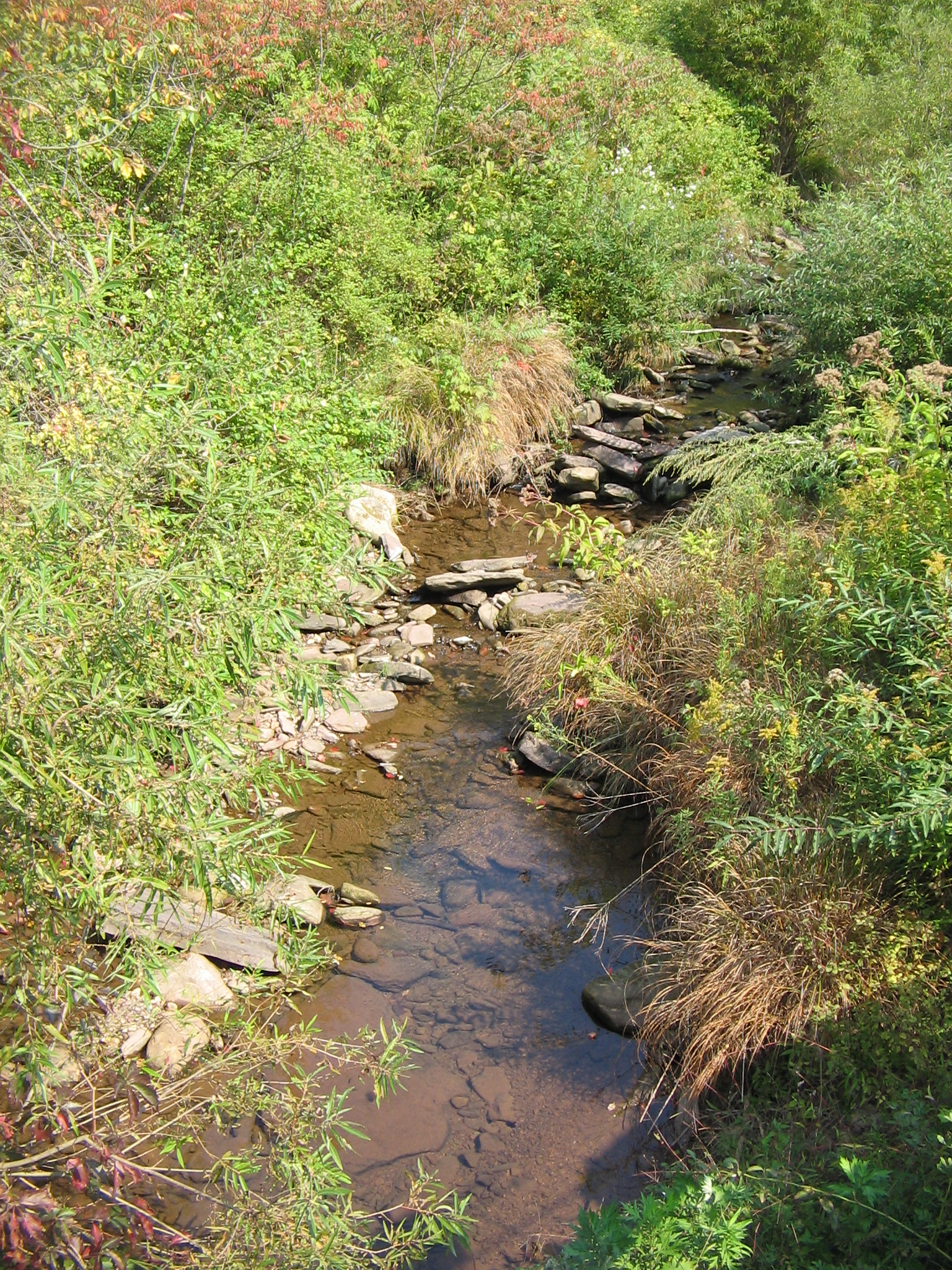
Todo o Plunketts Creek

A bacia hidrográfica do Plunketts Creek abrange áreas dos municípios de Cascade, McNett e Plunketts Creek no Condado de Lycoming, e de Fox e Hillsgrove no Condado de Sullivan, sendo que a maior parte está no município de Plunketts Creek. Sua área é de 23,6 milhas quadradas (61 km²), representando 4,78% da bacia hidrográfica do riacho Loyalsock, que tem 494 milhas quadradas (1.300 km²). O Bear Creek, cujo desembocadura também está localizada na vila de Barbours, mas na margem esquerda do riacho, é o principal afluente mais próximo, a 0,52 milhas (0,84 km) a jusante, ao longo do riacho Loyalsock. Também conhecido como "Big Bear Creek", ele é o afluente superior do "Little Bear Creek". As principais bacias vizinhas na mesma margem incluem Wallis Run (a 9,56 milhas (15,39 km) a jusante) e Mill Creek (na vila de Hillsgrove, a 9,16 milhas (14,74 km) a montante). Pleasant Stream, um tributário do Lycoming Creek, é a bacia hidrográfica ao norte.

## História

### Primeiros habitantes
Os primeiros habitantes do vale do Rio Susquehanna foram os Susquehannocks, um povo de língua iroquesa. O nome da tribo significava "povo do rio lamacento" em Algonquino. Após sofrerem com doenças e guerras, os Susquehannocks foram dizimados, se mudaram ou foram assimilados por outras tribos no início do século XVIII. O território do West Branch Susquehanna River Valley passou a ser ocupado principalmente pela fratria Munsee dos Lenape (ou Delaware), sob o controle nominal das Cinco (mais tarde Seis) Nações dos Iroqueses.
Em 5 de novembro de 1768, os britânicos adquiriram a "Nova Compra" dos iroqueses por meio do Tratado de Fort Stanwix, o que abriu as terras dos atuais condados de Lycoming e Sullivan para a colonização. Os primeiros assentamentos ocorreram ao longo do West Branch Susquehanna River ou nas suas proximidades. Plunkett, no entanto, não recebeu a terra, incluindo o riacho, até 1776, e sua posse só foi pesquisada em 1783. Não se sabe se Plunkett viveu nessas terras, pois ele residia em Northumberland na época de sua morte. O invasor Paulhamus foi o primeiro habitante registrado de Plunketts Creek Township, vivendo na região "em algum momento entre 1770 e 1776"

### Madeira e curtume

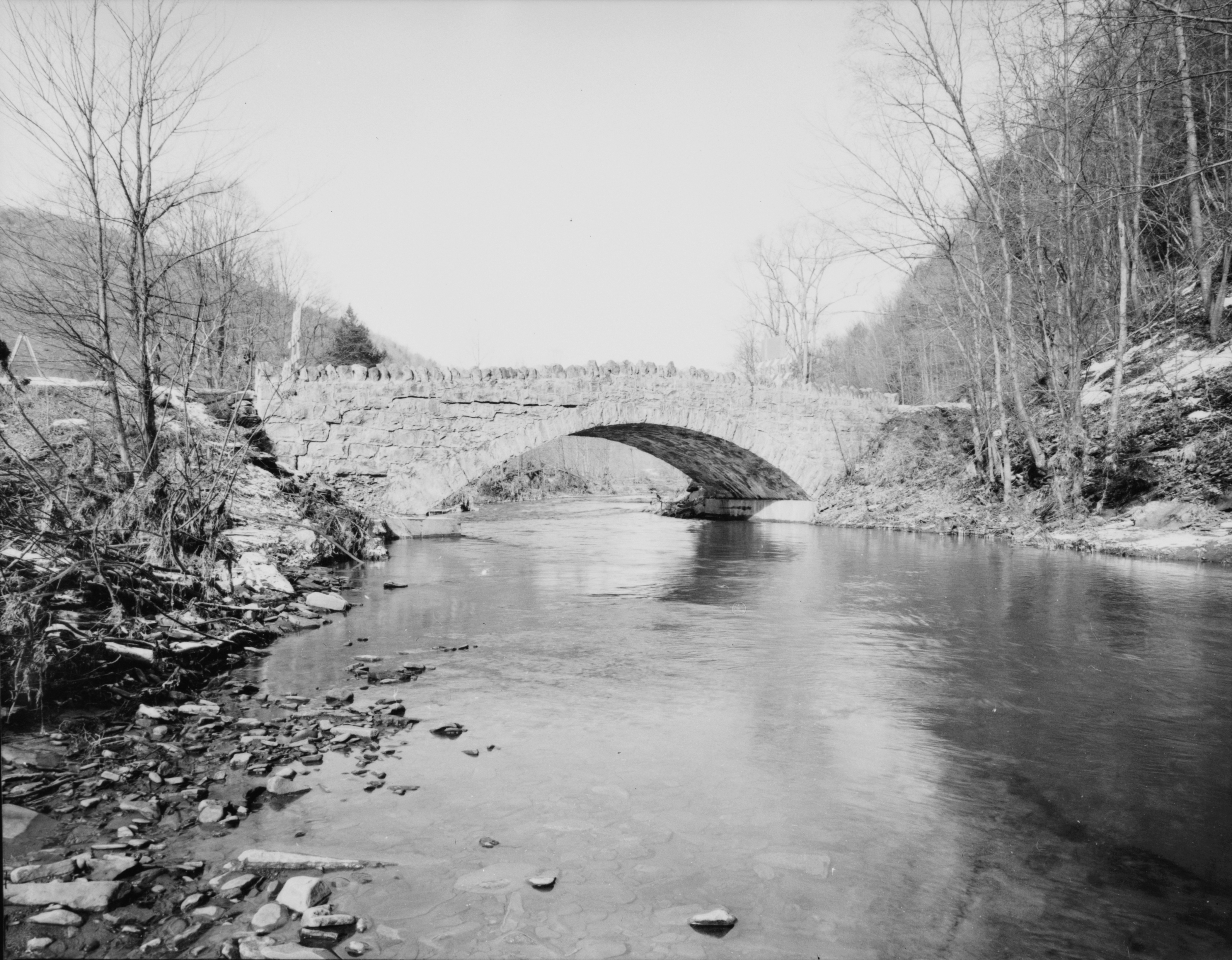
A ponte Plunketts Creek nº 3, construída entre 1840 e 1875, transportava o tráfego para o curtume em Proctor

No século XIX, Plunketts Creek foi uma importante fonte de energia, com serrarias movidas a água, moinhos de lã e de grãos ao longo dos riachos "Sock", Plunketts e Big Bear. Inicialmente, os troncos de cicuta eram deixados para apodrecer após a remoção da casca para o curtimento, mas com o tempo sua madeira passou a ser utilizada, incluindo em uma serraria em Engle Run, ao norte de Proctor. Em 1892, havia duas serrarias a vapor em Plunketts Creek: uma a 0,5 milhas (0,8 km) da foz e outra 4,0 milhas (6,4 km) rio acima, perto de Hoppestown. Em 1906, uma extensão da ferrovia Susquehanna e Eagles Mere atravessou um tributário do Plunketts Creek próximo à sua nascente no Condado de Sullivan, conectando Hillsgrove a Masten, uma cidade madeireira em Cascade e McNett Townships no Condado de Lycoming. Na década de 1920, a Central Pennsylvania Lumber Company construiu uma ferrovia madeireira no norte da bacia hidrográfica, que cruzava Engle Run duas vezes e seguia paralela a Wolf Run, perto de suas fontes. Nenhuma outra ferrovia cruzava ou passava pelo Plunketts Creek.

### Declínio e renovação

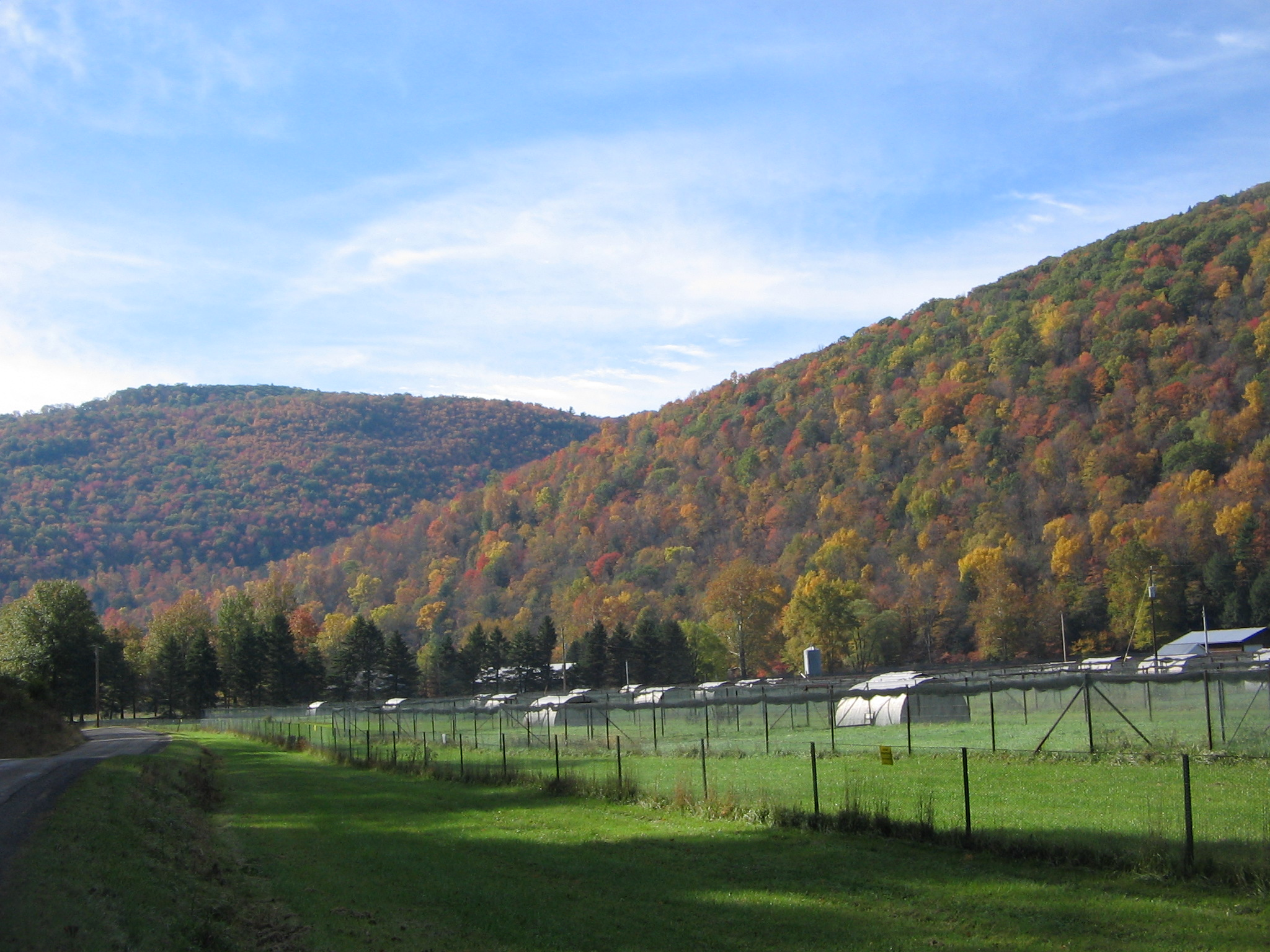
O vale do Plunketts Creek olhando para sudoeste

O auge da indústria madeireira em Plunketts Creek chegou ao fim quando os recursos de madeira virgem se esgotaram. Em 1898, com a exaustão da cicuta, o curtume Proctor, que na época pertencia à Elk Tanning Company, foi fechado e desmantelado. A exploração madeireira continuou na bacia hidrográfica, mas os últimos troncos foram transportados pelo Plunketts Creek até o Loyalsock em 1905. Em 1930, a ferrovia madeireira CPL e suas serrarias em Masten foram abandonadas. Sem madeira, as populações de Proctor e Barbours diminuíram. A agência de correios de Barbours fechou na década de 1930, e a de Proctor em 1º de julho de 1953. Proctor celebrou seu centenário em 1968, e um artigo de 1970 sobre sua 39ª reunião anual "Proctor Homecoming" descreveu a cidade como uma "cidade de curtume quase deserta". Na década de 1980, a última loja de Barbours fechou, e o antigo hotel (que se tornou um clube de caça) foi demolido para dar lugar a uma nova ponte sobre o Loyalsock Creek.
Desde então, florestas secundárias tomaram conta da maior parte das áreas desmatadas. As primeiras áreas protegidas começaram a ser formadas no final do século XIX e início do século XX, quando a legislatura da Pensilvânia autorizou, em 1897, a aquisição de terras abandonadas após o corte raso, dando origem ao sistema florestal estadual. A Comissão de Caça começou a adquirir propriedades para as Terras de Caça do Estado em 1920, e estabeleceu a Fazenda de Caça do Estado Northcentral em Plunketts Creek em 1945 para criar perus selvagens. Em 1981, foi convertida para a produção de faisões Ringneck e, em 2007, tornou-se uma das quatro fazendas de caça do estado da Pensilvânia, responsáveis pela criação de cerca de 200.000 faisões por ano, que são soltos em áreas abertas à caça pública.